# Schaalsee
Schaalsee är en tysk insjö, som ligger på gränsen mellan förbundsländerna Mecklenburg-Vorpommern och Schleswig-Holstein. 

## Utflöden
Sjön Schaalsee har två utflöde. Det naturliga utflödet är ån Schaale, som avvattnar sjön  nära staden Zarrentin. Det andra utflödet är Schaalseekanalen i nordvästra delen av sjön. Kanalen anlades under 1920-talet för att möjliggöra elproduktion vid vattenkraftverket Farchau nära staden Ratzeburg. 

## Naturskydd
För att skydda sjöns miljö inrättades Unesco biosfärområdet med samma namn år 2000.